# WASP-8b
WASP-8b是一顆位於玉夫座的太陽系外行星。該行星由SuperWASP與其他行星（WASP-6b 到 WASP-15b）一起發現。2008年4月1日，贝尔法斯特女王大学的唐·波勒（Don Pollacco）在2008年的英國皇家天文學學會全國天文學會議（NAM 2008）宣布這項發現。
該行星距離地球49秒差距，是 SuperWasp 計畫發現最接近地球的系外行星，比 HD 17156 和 HD 149026 更接近地球。它的密度高於木星。
WASP-8b的軌道是逆向軌道。它的平衡溫度是950 K，但會因為它的橢圓形軌道而有變化。

## 外部連結
维基共享资源上的相關多媒體資源：WASP-8b
- https://web.archive.org/web/20100612221857/http://superwasp.org/wasp_planets.htm
- http://exoplanet.eu/planet.php?p1=WASP-8&p2=b （页面存档备份，存于）